# Cycle transcritique
Le cycle transcritique est un cycle thermodynamique dans lequel le fluide utilisé peut se trouver en dessous et au-dessus de son point critique.
La réfrigération utilisant le CO2 (R-744) comme fluide réfrigérant est un exemple d’utilisation d’un cycle transcritique. La température critique assez basse du CO2 (31 °C) impose l’utilisation d’un cycle supercritique, et donc de très fortes pressions, pour pouvoir dissiper la chaleur dans un environnement extérieur où règnent des températures supérieures à 15 ou 20 °C.
Le cycle transcritique moderne a été développé entre 1988 et 1991 par le chercheur norvégien Gustav Lorentzen (1915-1995) et son équipe.